# Kościół św. Jadwigi Śląskiej w Woskowicach Górnych
Kościół św. Jadwigi Śląskiej – rzymskokatolicki kościół filialny w Woskowicach Górnych, należy do Parafii św. Wawrzyńca w Woskowicach Małych, dekanatu Namysłów wschód w archidiecezji wrocławskiej.

## Historia kościoła
Kościół jest budowlą murowaną, w stylu neogotyckim, wzniesioną w latach 1896-97, według projektu architekta Maasa, w miejscu drewnianej świątyni z około połowy XVII wieku.